# Triumph TR6
Triumph TR6 är en sportbil, tillverkad av den brittiska biltillverkaren Triumph mellan november 1968 och september 1976.
1969 fick TR-modellen en uppdaterad kaross. Fram- och bakparti hade moderniserats av tyska Karmann, medan sittbrunnen förblev intakt från företrädarna. Även mekaniskt var bilen identisk med TR5:an. USA-versionen såldes fortfarande med en renad förgasarmotor. 1972 minskades effekten hos insprutningsmotorn för att förbättra körbarheten.
PI-versionen ersattes 1975 av TR7:an, medan USA-versionen tillverkades ytterligare ett år. Produktionen uppgick till 91 850 exemplar.

## Motor
| Modell | Motor              | Cylindervolym | Effekt     | Bränslesystem                     |
| ------ | ------------------ | ------------- | ---------- | --------------------------------- |
| TR6 PI | 6-cyl radmotor ohv | 2498 cm³      | 124-150 hk | Lucas bränsleinsprutning          |
| TR6 US | 6-cyl radmotor ohv | 2498 cm³      | 104 hk     | Dubbla Zenith-Stromberg förgasare |